# Hemilophia sessilifolia
Hemilophia sessilifolia är en korsblommig växtart som beskrevs av Al-shehbaz, Arai och Hideaki Ohba. Hemilophia sessilifolia ingår i släktet Hemilophia och familjen korsblommiga växter. Inga underarter finns listade i Catalogue of Life.